# Edebo landskommun
Edebo landskommun var en tidigare kommun i Stockholms län.

## Administrativ historik
Den inrättades i Edebo socken i Frösåkers härad när 1862 års kommunalförordningar trädde i kraft.
Vid kommunreformen 1952 gick den upp i Häverö landskommun som 1971 uppgick i Norrtälje kommun.

## Politik

### Mandatfördelning i Edebo landskommun 1938-1946
| 4 | 4 | 3 | 8 |

| 19 |

| 3 | 16 |

| 19 |

| 3 | 10 | 6 |

| 19 |